# Insurekcja wileńska
Insurekcja wileńska, powstanie Jasińskiego (lit. Vilniaus sukilimas) – wydarzenia z 22 i 23 kwietnia 1794, które miały miejsce w Wilnie w okresie insurekcji kościuszkowskiej.
Organizatorami działalności spiskowej w stolicy Wielkiego Księstwa Litewskiego byli między innymi Karol Prozor i Jakub Jasiński. Spisek patriotyczny obejmował również polskie oddziały wojskowe stacjonujące poza Wilnem, którymi dowodził generał Antoni Chlewiński. W Wilnie stacjonował garnizon rosyjski w sile około 2 tysięcy żołnierzy z 19 armatami. Wojsko polsko-litewskie w mieście liczyło około 400 ludzi. W nocy z 11 na 12 kwietnia, na rozkaz gubernatora miasta generała Nikołaja Arsienjewa, aresztowano wielu działaczy spiskowych. 21 kwietnia do Wilna przybył hetman wielki litewski Szymon Marcin Kossakowski, który miał doradzać Rosjanom nowe aresztowania i podjęcie działań zaczepnych przeciwko polsko-litewskim oddziałom rozlokowanym wokół Wilna. Decyzję o podjęciu działań zbrojnych, po uprzednim przygotowaniu planu insurekcji, podjął Jakub Jasiński.
Do uderzenia doszło w nocy z 22 na 23 kwietnia 1794 około godziny 0:30 po wystrzale armatnim z arsenału. Po zaciętej walce, nad ranem 24 kwietnia, Wilno znalazło się pod kontrolą powstańców. Tego samego dnia na placu Ratuszowym odczytano „Akt Powstania Narodu Litewskiego”, który określił jedność celów insurekcji wileńskiej z celami powstania kościuszkowskiego i powstała Rada Najwyższa Rządowa Litewska, na której czele stanęli wojewoda nowogródzki Józef Niesiołowski i prezydent miasta Antoni Tyzenhauz. W skład rady weszło też 29 zasłużonych obywateli Wilna. Rada utworzyła deputacje do kierowania wojskiem, administracją i skarbem. Na czele polsko-litewskich wojsk powstańczych stanął pułkownik Jakub Jasiński. 25 kwietnia powieszono, oskarżonego o zdradę, hetmana wielkiego litewskiego Szymona Kossakowskiego. 4 czerwca Tadeusz Kościuszko w miejsce Rady Najwyższej Rządowej Litewskiej, którą uważał za zbyt radykalną powołał, bardziej umiarkowaną, Deputację Centralną Wielkiego Księstwa Litewskiego. Odwołał też z dowodzenia siłami zbrojnymi na Litwie pułkownika Jasińskiego, mianując na jego miejsce generała Michała Wielhorskiego.
19 lipca Rosjanie przypuścili szturm na Wilno. W mieście stacjonowało około 500 żołnierzy wojska regularnego i około 1500 gwardzistów miejskich. Siły rosyjskie, pod dowództwem generała Bohdana Fiodorowicza Knorringa, liczyły około 8 tysięcy ludzi i kilkanaście armat. Dwudniowe, zaciekłe walki (między innymi w obronie Ostrej Bramy) przyniosły Rosjanom ciężkie straty. Wilno pozostało w rękach powstańców. 11 sierpnia generał Knorring, dysponując 12 tysiącami żołnierzy i silną artylerią polową, podjął kolejny atak na Wilno. Obroną miasta, po rezygnacji generała Wielhorskiego, kierował generał Antoni Chlewiński. Tym razem Rosjanie odnieśli sukces i 12 sierpnia Wilno skapitulowało. 14 sierpnia 1794 mieszczanie wileńscy podpisali akt lojalności. Wobec generała Chlewińskiego zastosowano areszt domowy i wszczęto śledztwo w sprawie obrony Wilna. Klęska pod Maciejowicami położyła kres dochodzeniu.
Walki o Wilno w insurekcji kościuszkowskiej zostały, po 1990, upamiętnione na Grobie Nieznanego Żołnierza w Warszawie napisem na jednej z tablic, „WILNO 22 IV – 13 VIII 1794”.